# جوان فاليري
جوان فاليري (بالإنجليزية: Joan Valerie) هي ممثلة أمريكية، ولدت في 15 يوليو 1911 برينلاندر في الولايات المتحدة، وتوفيت في 30 يناير 1983 بلونغ بيتش في الولايات المتحدة بسبب حادث مرور.

## وصلات خارجية
- جوان فاليري على موقع IMDb (الإنجليزية)
- جوان فاليري على موقع قاعدة بيانات الفيلم (الإنجليزية)